# Elaphoglossum luridum
Elaphoglossum luridum là một loài thực vật có mạch trong họ Lomariopsidaceae. Loài này được (Fée) H. Christ mô tả khoa học đầu tiên năm 1905.